# Ortoklaz
Ortoklaz – minerał z gromady krzemianów, jedna z trzech (oprócz mikroklinu i sanidynu) odmian polimorficznych skalenia potasowego.
Nazwa pochodzi od gr. orthos = prosty oraz klao = łamię (klan = łamać; klasis = łupliwy) – nazwa nawiązuje do prostego kąta między płaszczyznami łupliwości w tym minerale.

## Właściwości

### Charakterystyka
Tworzy kryształy o pokroju tabliczkowym, słupkowym, często zbliźniaczone (bliźniaki baweńskie, karlsbadzkie – najładniejsze znaleziono w Karlovych Varach i manebachskie). Występuje też w formie skupień ziarnistych i zbitych. Jest kruchy, przezroczysty. Niekiedy wykazuje opalescencję o charakterze adularyzacji. Wywołują ją uporządkowane, drobne, wrostki albitu. Takie skalenie nazywa się kamieniami księżycowymi. Niektóre odmiany wykazują efekt kociego oka.
Granica pomiędzy ortoklazem a sanidynem jest ustanowiona na podstawie pomiaru trójskosności lub według kąta osi optycznych.
Asocjacje: współwystępuje z kwarcem, albitem, oligoklazem, muskowitem, biotytem, schörlem, hornblendą, oraz z berylem. Może oczywiście tworzyć asocjacje z wieloma innymi minerałami np. w utworach pegmatytowych.

### Geneza
Powstaje w skałach magmowych (głównie granitach, granodiorytach i ryolitach); w utworach hydrotermalnych (adular); w pegmatytach); w skałach metamorficznych (gnejsy; w osadowych (arkozy).

## Występowanie
Główny składnik większości skał magmowych. Jest głównym składnikiem granitu, występuje też w pegmatytach, w skałach osadowych i metamorficznych np. gnejsach.
Miejsca występowania: Brazylia – Minas Gerais (występuje tu mikroklin błękitny tzw. amazonit = kamień amazoński. Czechy, Hiszpania, Niemcy, Austria, Włochy, Madagaskar.
W Polsce w skałach magmowych koło Jeleniej Góry, Strzegomia oraz w granitach tatrzańskich.

## Galeria

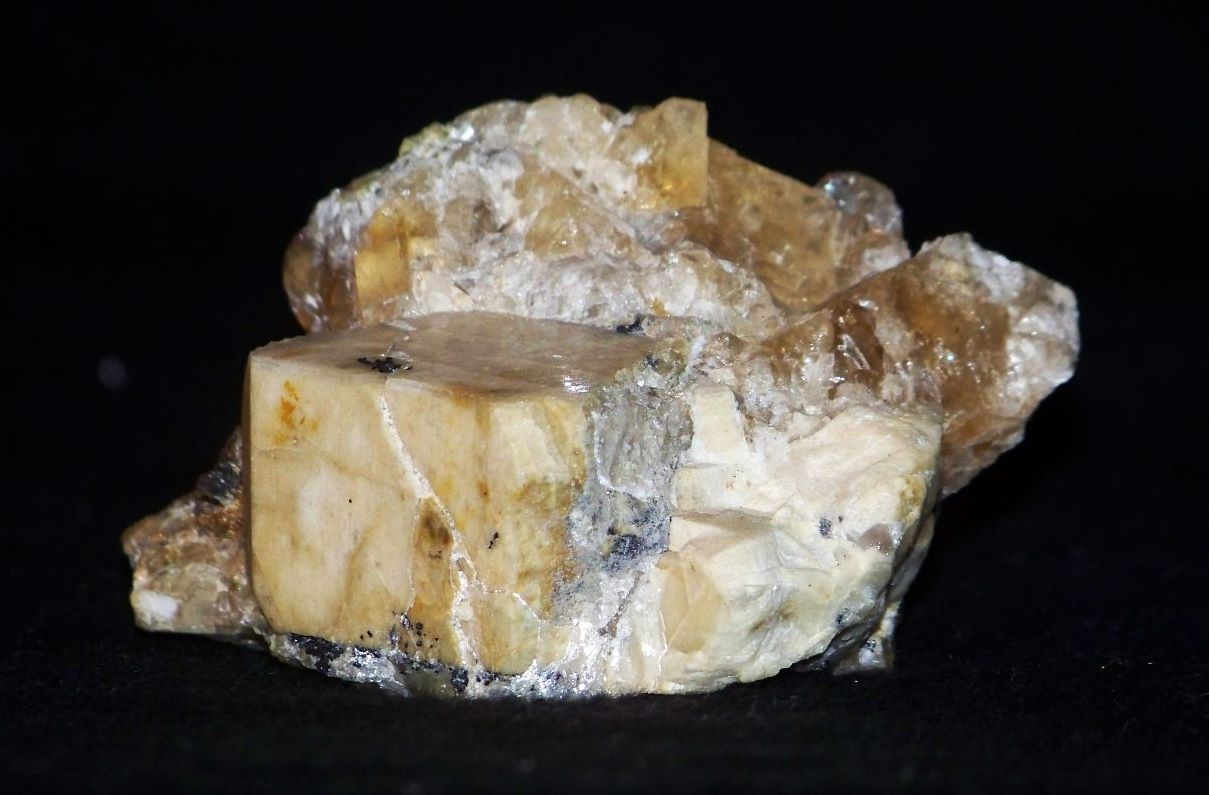
ortoklaz 1
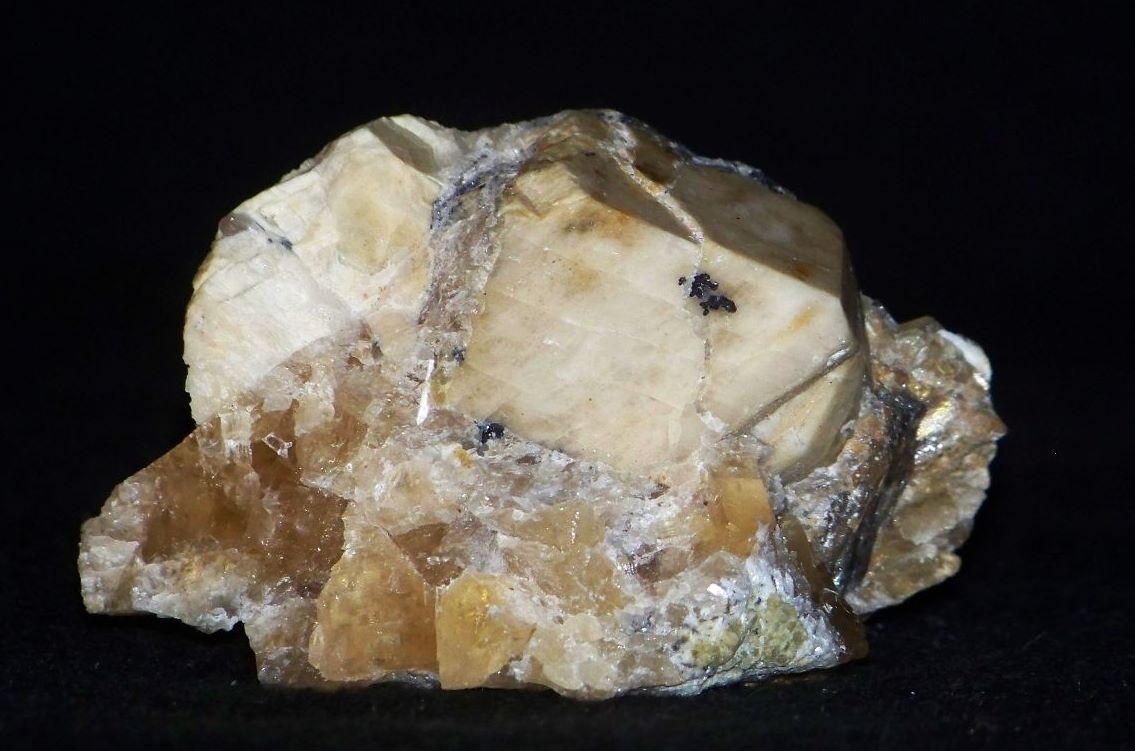
ortoklaz 2
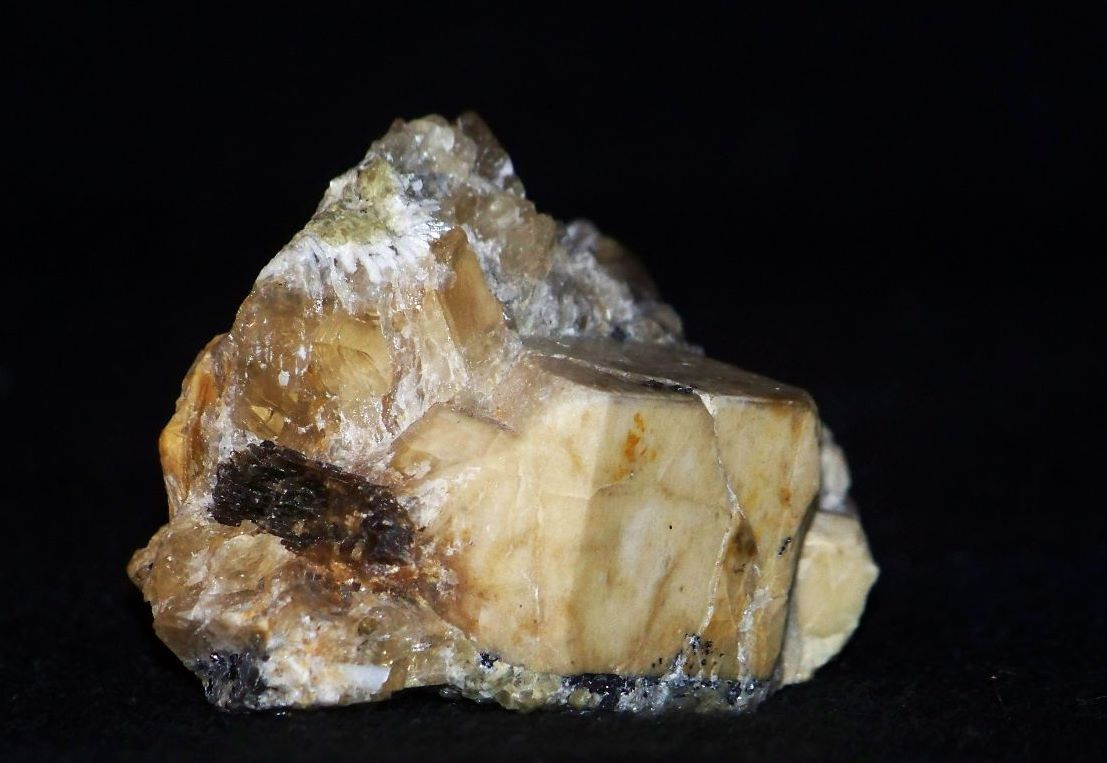
ortoklaz 3
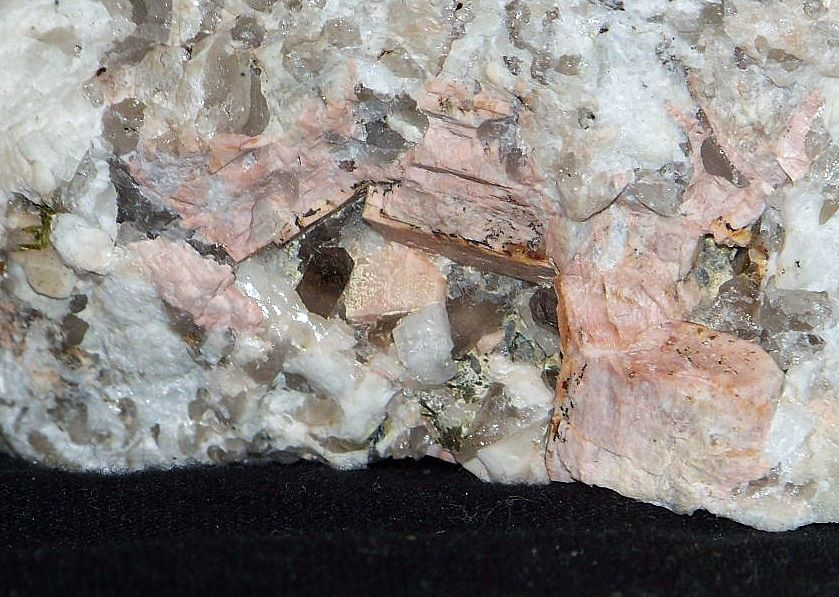
pegmatyt

## Zastosowanie
- Jest ważnym surowcem w przemyśle szklarskim do produkcji szkła
- surowiec ceramiczny do produkcji porcelany
- służy do wyrobu emalii
- drobno zmielony i zmieszany z detergentem służy do produkcji środków czyszczących
- kamienie o cechach kamieni księżycowych wykorzystywane są w jubilerstwie – szlif kaboszonowy i szlif fasetkowy
- ma znaczenie naukowe i kolekcjonerskie